# ريان ميتكالف
ريان ميتكالف (بالإنجليزية: Ryan Metcalf)‏ (6 أبريل 1993 - ) هو مدرب كرة قدم ولاعب كرة قدم بريطاني في مركز الوسط. لعب مع نادي دمبرتون.

## وصلات خارجية
- ريان ميتكالف على موقع قاعدة بيانات كرة القدم.إي يو (الإنجليزية)